# Sarcofahrtiopsis thyropteronthos
Sarcofahrtiopsis thyropteronthos är en tvåvingeart som beskrevs av Pape, Pechmann och Vonhof 2002. Sarcofahrtiopsis thyropteronthos ingår i släktet Sarcofahrtiopsis och familjen köttflugor. Inga underarter finns listade i Catalogue of Life.